# メイ・イズモト
メイ・イズモトは日本のタレント・俳優。元松竹芸能所属。

## 人物・経歴
- 大阪府堺市出身。
- 小学校からテニスを初め高校はテニスの名門大阪の清風高校に入学、卒業。団体戦で全国高校選抜3位になる。テニス雑誌で毎月連載を持っていた程のテニス好き。

- 主に関西ローカルのテレビやラジオのパーソナリティーとして活躍中。
- 数々のドラマや映画に出演（主に木村ひさし演出の作品）している。
- ミズノテニスのアドバイザリースタッフを努めていた。
- スポーツ報知コラム「オリに一生懸メイ」を連載している。
- オリックス・バファローズファンである
- オリックス・バファローズのファーム始球式で3年連続登板。
- 2025年5月、松竹芸能を退所[1]。

## 出演

### テレビドラマ
- 民王（2015年、テレビ朝日） - 面接官 役
- 名刺ゲーム（WOWOW） - 第1話
- A LIFE（TBS）
- IQ246〜華麗なる事件簿〜（TBS） - 秘書役
- 99.9-刑事専門弁護士-（TBS） - レストラン支配人役（第8話）
- 螻蛄（BSスカパー） - 賭場の番人役
- 民王（テレビ朝日） - 東京第一銀行面接官役
- 破門-疫病神シリーズ-（BSスカパー） - 第1・4・8話に出演
- Heaven? 〜ご苦楽レストラン〜（TBS） - ミーハーな客役
- ふらぶらやろう（サンテレビ）
- 名探偵・明智小五郎（テレビ朝日） - 医者役
- わいずみ！（J:COM）
- ワンカツ（テレビ和歌山）
- あっとテレわか（テレビ和歌山） - 金曜日レポーター
- ふらんくくらぶA (J:COM・ベイコム)

### 映画
- 99.9-刑事専門弁護士-THE MOVIE（2021年12月30日、松竹） - 本人 役
- 仮面病棟(2020年)-記者役
- 任侠学園　本人役
- 屍人荘の殺人　ゾンビ役

### ラジオ
- メイ・イズモトのメイさんのひつじ（ラジオ関西）
- はじメイ（和歌山放送）
- メイ・イズモトの迷走中(ラジオ大阪)

### 雑誌
- テニスクラシック・ブレーク（雑誌連載、メイ・イズモトのテニス応援隊）
- エンタミクス（角川書店）
- スポーツ報知「オリに一生懸メイ」

### 舞台
- 吉本新喜劇（なんばグランド花月、泉州だんじり新喜劇）
- 表現さわやか「TanPenChu」